# Cathryn Damon
Cathryn Lee Damon (Seattle, 11 settembre 1930 – Los Angeles, 4 maggio 1987) è stata una modella e attrice statunitense.

## Filmografia

### Cinema
- Ladre e contente (How to Beat the High Cost of Living), regia di Robert Scheerer (1980)
- Un amore rinnovato (She's Having a Baby), regia di John Hughes (1988)

### Televisione
- Bolle di sapone (Soap) – serie TV, 83 episodi (1977-1981)
- Webster – serie TV, 50 episodi (1984-1988)
- La signora in giallo (Murder, She Wrote) – serie TV, episodio 1x04 (1984)
- Matlock – serie TV, episodio 1x13 (1987)
- Mike Hammer investigatore privato (Mike Hammer) – serie TV, episodio 3x14 (1987)

## Premi e riconoscimenti
- Primetime Emmy Awards
  - 1980 - Migliore attrice protagonista in una serie commedia - Bolle di sapone (Soap)